# Liste der Stolpersteine im Bezirk Mödling

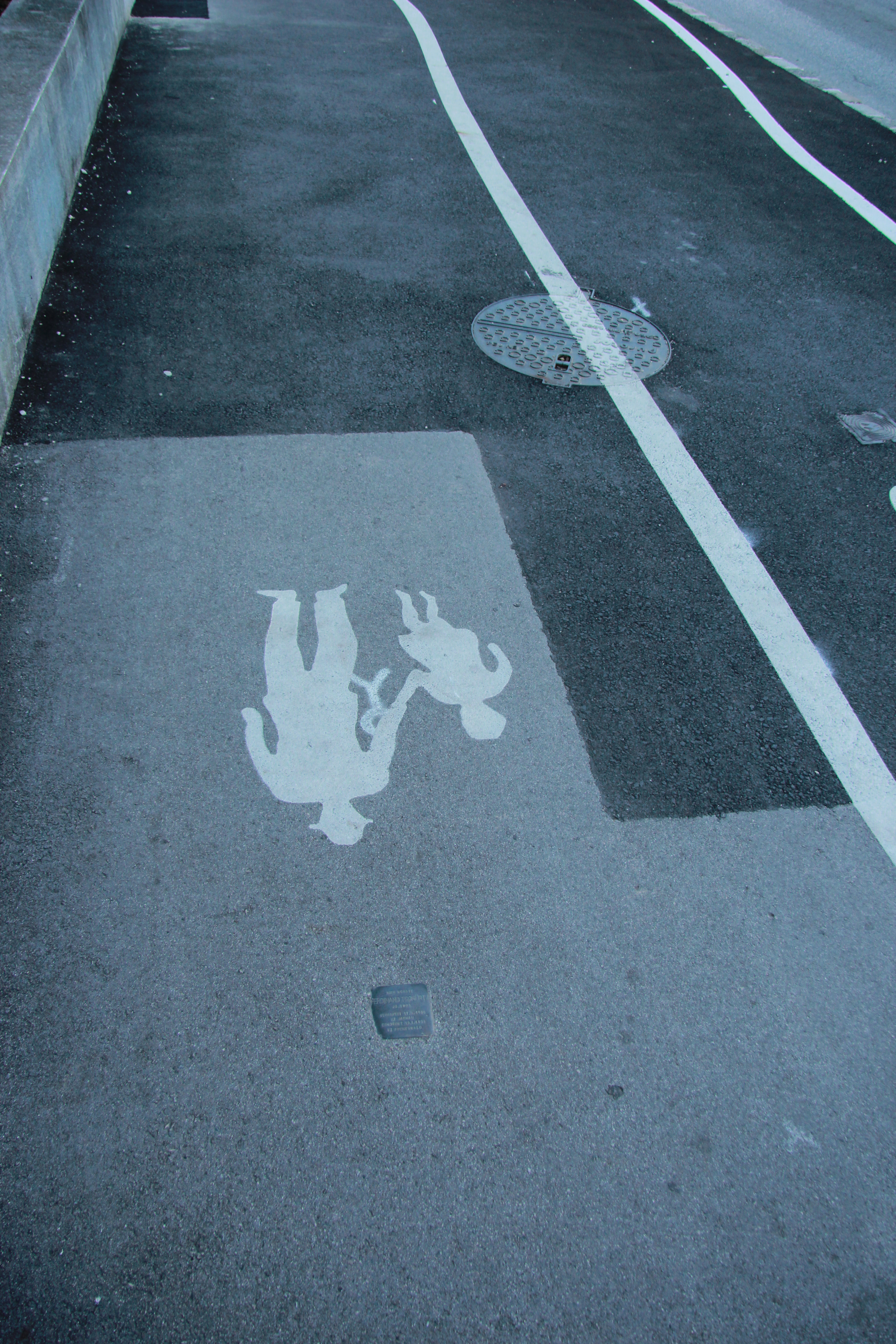
Stolperstein in Mödling

Die Liste der Stolpersteine im Bezirk Mödling enthält Stolpersteine, die im Rahmen des gleichnamigen Kunst-Projekts von Gunter Demnig im niederösterreichischen Bezirk Mödling verlegt wurden. Stolpersteine erinnern an das Schicksal der Menschen, die von den Nationalsozialisten ermordet, deportiert, vertrieben oder in den Suizid getrieben wurden. Sie liegen im Regelfall vor dem letzten selbst gewählten Wohnsitz des Opfers.
Die ersten Verlegung in diesem Bezirk erfolgte am 14. August 2006 in der Bezirkshauptstadt Mödling.

## Liste der Stolpersteine

### Guntramsdorf
In der Marktgemeinde Guntramsdorf wurden sechzehn Stolpersteine an sieben Adressen verlegt.
| Stolperstein | Inschrift | Verlegeort                 | Name, Leben                                       |
| ------------ | --- | -------------------------- | ------------------------------------------------- |
|              | HIER WOHNTE MARTHA ARNHOLD JG. 1929 EINGEWIESEN HEILANSTALT AM STEINHOF/WIEN ERMORDET 17.10.1944                      | Neudorferstraße 56         | Martha Arnhold (1929–1944)                        |
|              | HIER WOHNTE HERTA BAUM GEB. LICHTBLAU JG. 1913 FLUCHT 1938 FRANKREICH AUSTRALIEN                                      | Kirchenplatz 3             | Herta Baum, geborene Lichtblau (1913–)            |
|              | HIER WOHNTE LEOPOLD W. BAUM JG. 1912 FLUCHT 1938 FRANKREICH AUSTRALIEN                                                | Kirchenplatz 3             | Leopold W. Baum (1912–)                           |
|              | HIER WOHNTE SARAH C. BAUM JG. 1912 FLUCHT 1938 FRANKREICH AUSTRALIEN                                                  | Kirchenplatz 3             | Sarah C. Baum (1912–)                             |
|              | HIER WOHNTE FRANZ EISINGER JG. 1919 DEPORTIERT 16.11.1941 GHETTO MINSK KZ PLASZOW TODESMARSCH KZ FLOSSENBÜRG ERMORDET | Rudolf-Heintschel-Straße 9 | Franz Eisinger (1919–1941/45)                     |
|              | HIER WOHNTE GEORG EISINGER JG. 1924 DEPORTIERT 16.11.1941 GHETTO MINSK ERMORDET                                       | Rudolf-Heintschel-Straße 9 | Georg Eisinger (1924–1941/45)                     |
|              | HIER WOHNTE NATHAN EISINGER JG. 1885 DEPORTIERT 16.11.1941 GHETTO MINSK ERMORDET                                      | Rudolf-Heintschel-Straße 9 | Nathan Eisinger (1885–1941/45)                    |
|              | HIER WOHNTE SIDONIE EISINGER GEB. MANDL JG. 1889 DEPORTIERT 16.11.1941 GHETTO MINSK MALY TROSTINEC ERMORDET 8.9.1942  | Rudolf-Heintschel-Straße 9 | Nathan Eisinger, geborene Mandl (1889–1941/45)    |
|              | HIER WOHNTE SIEGFRIED EISINGER JG. 1921 DEPORTIERT 16.11.1941 GHETTO MINSK ERMORDET                                   | Rudolf-Heintschel-Straße 9 | Siegfried Eisinger (1921–1941/45)                 |
|              | HIER GEBOREN FRANZ FRÖHLICH JG. 1908 IM WIDERSTAND VERHAFTET 1943 'HOCHVERRAT' ZUCHTHAUS STRAUBING BEFREIT            | Kirchengasse 14            | Franz Fröhlich (1908–)                            |
|              | HIER WOHNTE FRANZ LAAHA JG. 1891 IM WIDERSTAND VERHAFTET 1942 'HOCHVERRAT' ZUCHTHAUS STRAUBING BEFREIT                | Rudolf-Heintschel-Straße 5 | Franz Laaha (1891–)                               |
|              | HIER WOHNTE GUSTAV S. LICHTBLAU JG. 1877 GEDEMÜTIGT / ENTRECHTET TOT 4.7.1939                                         | Kirchenplatz 3             | Gustav S. Lichtblau (1877–1939)                   |
|              | HIER WOHNTE LEO LICHTBLAU JG. 1907 FLUCHT 1939 ENGLAND                                                                | Kirchenplatz 3             | Leo Lichtblau (1877–1939)                         |
|              | HIER WOHNTE ROSA LICHTBLAU GEB. FRIEDMANN JG. 1888 DEPORTIERT 14.6.1942 SOBIBOR ERMORDET                              | Kirchenplatz 3             | Rosa Lichtblau, geborene Friedmann (1888–1942/45) |
|              | HIER WOHNTE SELIG HIRSCH LÖWY JG. 1892 FLUCHT BELGIEN ÜBERLEBT                                                        | Hauptstraße 55             | Selig Hirsch Löwy (1892–)                         |
|              | HIER WOHNTE THERESIA POKORNY GEB. FLECK JG. 1893 IM WIDERSTAND VERHAFTET 1942 'HOCHVERRAT' ZUCHTHAUS AICHACH BEFREIT  | Römergasse 32              | Theresia Pokorny, geborene Fleck (1893–)          |

### Hinterbrühl
In der Marktgemeinde Hinterbrühl wurden zwei Stolpersteine an zwei Adressen verlegt.
| Stolperstein | Inschrift                                                                                            | Verlegeort                                           | Name, Leben |
| ------------ | --- | ---------------------------------------------------- | --- |
|              | HIER WOHNTE EDUARD GÖTH JG. 1898 VERHAFTET 7.8.1942 HINGERICHTET 13.3.1944 IM LANDESGERICHT WIEN     | Hauptstraße 70b ·                                    | Eduard Göth war Oberlehrer und gehörte der Widerstandsorganisation der Revolutionären Sozialisten Österreichs an. Der Schwerpunkt seiner Tätigkeit als Widerstandskämpfer lag in Floridsdorf und in Wiener Neustadt, wo er Berichte über die Rüstungszentren verfasste. Göth wurde verraten und am 7. August 1942 verhaftet. Die Haft verbrachte er in Wien, zuerst im Gestapo-Hauptquartier am Morzinplatz, anschließend im Gefängnis des ehemaligen Bezirksgerichts Margareten (heute Justizanstalt Wien-Mittersteig). Er wurde am 15. Dezember 1943 vom 1. Senat des Volksgerichtshofs unter Vorsitz von Roland Freisler wegen „Vorbereitung zum Hochverrat“ zum Tode verurteilt. Am 13. März 1944 wurde Göth im Landesgericht Wien mit dem Fallbeil hingerichtet. |
|              | HIER WOHNTE KARL V. MOTESICZKY JG. 1904 VERHAFTET 13.10.1942 DEPORTIERT AUSCHWITZ ERMORDET 25.6.1943 | Kröpfelsteigstraße 42 (SOS-Kinderdorf Hinterbrühl) · | Karl von Motesiczky, geboren am 25. Mai 1904 in Wien, war ein österreichischer Psychoanalytiker und aktiver Gegner des Nationalsozialismus. Motesiczky stammte aus einer vermögenden Wiener Adelsfamilie und studierte Cello, später Jus. Er engagierte sich in der sozialistischen Studentenbewegung und kam auch in Kontakt mit dem Kommunismus. 1933 folgte er Wilhelm Reich in die Emigration nach Norwegen und war Geldgeber für dessen Zeitschrift für Politische Psychologie und Sexualökonomie. im Winter 1937/38 kehrte er nach Österreich zurück und blieb, obwohl als „Mischling ersten Grades“ gefährdet, auch nach dem Anschluss Österreichs in der Hinterbrühl. Mutter und seine Schwester Marie-Louise emigrierten zuerst in die Niederlande, schließlich nach London. Wem Gefahr drohte, von der Gestapo Wien, verhaftet zu werden, gewährte er Unterschlupf. 1942 wurde er denunziert und nach vier Monaten Gestapo-Haft nach Auschwitz deportiert. Er ist am 25. Juni 1943 in Auschwitz an Typhus gestorben. Postum wurde er als Gerechter unter den Völkern geehrt. |

### Mödling
In der Stadt Mödling wurden 41 Stolpersteine an 26 Adressen verlegt.
| Stolperstein | Inschrift | Verlegeort                     | Name, Leben |
| ------------ | --- | ------------------------------ | --- |
|              | HIER WOHNTE HEDY BLUM JG. 1931 DEPORTIERT MALY TROSTINEC TOT 23.8.1942                                          | Hauptstraße 79 ·               | Hedy Blum (geb. am 23. August 1931) wurde als noch nicht Elfjährige am 17. August 1942 gemeinsam mit ihrer Mutter Sidonie ins Vernichtungslager Maly Trostinez deportiert, wo beide am 21. August 1942 ermordet wurden. |
|              | HIER WOHNTE SIDONIE BLUM GEB. KORNITZER JG. 1898 DEPORTIERT MALY TROSTINEC ERMORDET 22.8.1942                   | Hauptstraße 79 ·               | Sidonie Blum (geb. am 6. Jänner 1898) wurde am 17. August 1942 gemeinsam mit ihrer Tochter Hedy ins Vernichtungslager Maly Trostinez deportiert, wo beide am 21. August 1942 ermordet wurden. |
|              | HIER WOHNTE HERMANN DASCHE JG. 1910 DEPORTIERT ZASAVICE TOT 12.10.1941                                          | Eisentorgasse 8 ·              | Hermann Dasche wurde am 23. Februar 1910 in Hohenau geboren. Er war Inkassant. Verheiratet war er mit Felicia Dasche, geborene Winter. Am 20. März 1939 mussten er und seine Frau die Wohnung in Mödling verlassen und in eine Sammelwohnung für Juden in die Sperlgasse 1 in Wien umziehen. Felicia Dasche gelang die Flucht in die USA, Hermann versuchte im Herbst 1939 mit dem Kladovo-Transport nach Palästina zu flüchten, die Schiffe wurden gestoppt. Zuerst mussten die Flüchtlinge in Kladovo warten, später wurden sie nach Šabac deportiert. Die meisten unter 17-Jährigen dieses Transportes konnten im März 1941 auf dem Landweg nach Palästina gelangen. Alle anderen wurden in einem Lager interniert. Am 12. Oktober 1941 wurde Hermann Dasche erschossen. Er war das Opfer des sogenannten Sühnebefehls der Deutschen Wehrmacht: für jeden durch Partisanen verwundeten deutschen Soldaten wurden 50 Zivilisten erschossen, für jeden durch Partisanen getöteten deutschen Soldaten wurden 100 Zivilisten erschossen. Alle erwachsenen Männer des Kladovo-Transportes wurden Opfer dieser Massenhinrichtungen. |
|              | HIER WOHNTE FERDINAND DIAMANT JG. 1871 DEPORTIERT 1942 THERESIENSTADT ERMORDET 1942 IN TREBLINKA                | Hauptstraße 25 ·               | Ferdinand Diamant wurde am 21. Juli 1871 in Felsö Locs (Slowakei) geboren. 1900 heiratete er Lotte geb. Lichtblau, auch Sharlota genannt. Das Paar hatte zwei Töchter – Helene und Margit. In der Hauptstraße 37 in Mödling hatte die Familie das Geschäft Bazar, 1913 eröffneten sie in der Hauptstraße 25 ein Warenhaus. Von 1915 bis 1920 war Ferdinand Diamant stellvertretender Vorsteher der Israelitischen Kultusgemeinde Mödling (IKG Mödling). Sharlota Diamant verstarb 1930 an den Folgen einer Blinddarmentzündung. Am 23. März 1938 wurde das Kaufhaus arisiert und von der Nationalsozialistischen Betriebszellenorganisation (N.S.B.O.) kommissarisch geleitet. Auch die Wohnung mussten sie verlassen und in eine Sammelwohnung für Juden in der Weintraubengasse 30 im 2. Wiener Gemeindebezirk umziehen. Am 14. Juni 1942 wurde Ferdinand Diamant mit dem Transport 31 von Wien nach Theresienstadt deportiert (seine Nummer auf dem Transport lautete 804). Am 21. September 1942 wurde er ins Vernichtungslager Maly Trostinez überstellt (seine Nummer auf dem Transport lautete 575). Laut Yad Vashem wurde Ferdinand Diamant im Vernichtungslager Treblinka ermordet. Auch seine Tochter Helene, verehelichte Eckstein, wurde von den Nationalsozialisten ermordet. Seiner Tochter Margit, verheiratete Weitz, gelang zusammen mit ihrem Ehemann und den zwei Söhnen 1938 die Flucht nach Palästina. Sie überlebten. |
|              | HIER WOHNTE HELENE ECKSTEIN GEB. DIAMANT JG. 1902 DEPORTIERT 1942 IZBICA ERMORDET 1942                          | Hauptstraße 25 ·               | Helene Eckstein, geborene Diamant, wurde am 26. Jänner 1902 in Wien geboren. Ihre Eltern waren Ferdinand und Sharlota (Lotte) Diamant. Sie hatte eine Schwester – Margit. Die Familie Diamant hatte in Mödling ab 1913 ein Kaufhaus (davor ein Geschäft namens Bazar). Ihre Mutter starb bereits 1930 an den Folgen einer Blinddarmentzündung. Helene heiratete den Rechtsanwalt Paul Eckstein. Am 23. März 1938 wurde das Kaufhaus enteignet und arisiert. Sie musste gemeinsam mit ihrem Vater in eine Sammelwohnung in der Wiener Leopoldstadt umziehen. Am 5. Juni 1942 wurde Helene Eckstein mit dem Transport 25 von Wien nach Izbica deportiert, wo sie noch im selben Jahr ermordet wurde. Auch ihr Vater wurde während der Shoah ermordet. Ihrer Schwester Margit, verheiratete Weitz, gelang zusammen mit ihrem Ehemann und den zwei Söhnen 1938 die Flucht nach Palästina. Sie überlebten. |
|              | HIER WOHNTE IDA FISCHER JG. 1863 DEPORTIERT 10.7.1942 THERESIENSTADT ERMORDET 23.8.1942                         | Richard Wagner-Gasse 5 ·       | Ida Fischer, geborene Wolff, wurde am 3. August 1863 in Prag geboren. Sie war die älteste Tochter von Henriette und Leopold Wolff. Ihr Vater war Historiker, verfasste Studien zur Geschichte der Juden in der österreichisch-ungarischen Monarchie und auch einen Beitrag über Lessing und die Juden. Ida verlor ihre Eltern sehr früh, die Mutter starb, als Ida 10 Jahre alt war, der Vater drei Jahre später. Sie und ihre Schwester Helene wurden von ihrem Onkel Joachim Wolff aufgenommen. Am 23. September 1883 heiratete Ida den aus Fürth stammenden Friedrich Fischer, der eine Papierfabrik besaß. 1884 wurde das erste Kind, Grete, geboren. Drei weitere Kinder folgen – Robert, Ernst und Trude. Die Papierfabrik ging bankrott. Um die Jahrhundertwende zog die Familie nach Wien und eröffnete ein Lederwarengeschäft in der Kärntnerstraße. Bis 1923 arbeitete auch Ida hier. Die Söhne Robert und Ernst studierten beide Medizin, Robert wurde Kardiologe, Ernst Arzt in der Wiener städtischen Heil- und Pflegeanstalt in Ybbs an der Donau. Tochter Grete heiratete 1912 Karl Klein und lebte mit diesem in Mödling in der Villa in der Richard Wagner Gasse 5. Auch Familie Fischer wohnte jetzt hier viele Monate im Jahr bei Tochter und Schwiegersohn. 1923 starb Idas Ehemann Friedrich, er liegt auf dem jüdischen Friedhof in Mödling begraben. Ida blieb jetzt noch häufiger bei ihrer Tochter und kümmerte sich um die drei Enkelkinder Lisl, Peter und Hanna, zumal auch ihre jüngste Tochter Trude nur zwei Häuser weiter wohnte. Diese hatte den Rechtsanwalt Dr. Arthur Polacek geheiratet und mit diesen die Kinder Hans und Eva. Nach der Annexion Österreichs wurden die Häuser enteignet, die Familien mussten zwangsweise nach Wien übersiedeln. Ida war zu diesem Zeitpunkt 75 Jahre alt. Grete und Karl Klein konnten am 13. Dezember 1939 nach Palästina fliehen. Trude und Arthur Polacek flohen in die USA zu Arthurs Bruder, der dort seit 1924 lebte. Auch Robert Fischer konnte mit seiner Frau und den zwei Töchtern über die Schweiz nach Palästina fliehen. Auch Ida hatte ein Visum für eine Ausreise nach Palästina beantragt, erhielt dieses aber nicht. Sie lebte zuletzt in einer Sammelwohnung für Juden in der Esslinggasse 15 in 1. Wiener Gemeindebezirk. Am 10. Juli 1942 wurde sie mit dem Transport 30 von Wien ins Ghetto Theresienstadt deportiert (ihre Nummer auf dem Transport lautete 153). Am 23. August 1942 wurde sie dort ermordet. 1956 ließ Grete Klein – bei ihrem ersten Besuch in Mödling nach ihrer Flucht – den Namen ihrer Mutter auf dem Grabstein ihres verstorbenen Ehemannes Friedrich Fischer hinzufügen. |
|              | HIER WOHNTE GISELA HANSEL JG. 1878 DEPORTIERT 1941 ŁODZ ERMORDET                                                | Ungargasse 24                  | Gisela Hansel, geborene Skalla, wurde am 25. Juni 1878 in Steyr geboren. Ihre Eltern waren Ezechiel Skalla und dessen Frau Julie. Im Jahr 1901 heiratete sie den Kaufmann Jakob Hansel, der später einige Jahre Sekretär der Israelitischen Kultusgemeinde von Mödling war. Bis 1939 wohnte das Paar in Mödling, dann mussten sie zwangsumsiedeln in eine Sammelwohnung für Juden in der Rembrandtstraße im 2. Wiener Gemeindebezirk. Am 28. Oktober 1941 wurden sie und ihr Ehemann mit dem Transport 9 in das Ghetto Litzmannstadt deportiert. Gisela Hansel hat die Shoah nicht überlebt. |
|              | HIER WOHNTE JAKOB HANSEL JG. 1874 DEPORTIERT 1941 ŁODZ ERMORDET 28.1.1942                                       | Ungargasse 24                  | Jakob Hansel wurde am 17. Jänner 1874 in Březina geboren. Er wurde Kaufmann. Im Jahr 1901 heiratete er Gisela Skalla, das Paar lebte in Mödling. Hansel diente im Ersten Weltkrieg, wo er schwer verwundet wurde und als Invalide heimkehrte. Ab 1926 war er Israelitischen Kultusgemeinde von Mödling, 1930 trat er aus der Glaubensgemeinschaft aus. Im November 1939 musste das Ehepaar zwangsumsiedeln in eine Sammelwohnung für Juden in der Rembrandtstraße im 2. Wiener Gemeindebezirk. Am 28. Oktober 1941 wurden er und seine Frau abgeholt und mit dem Transport Nr. 9 in das Ghetto Litzmannstadt deportiert. Jakob Hansel wurde am 28. Jänner 1942 ermordet. Auch seine Frau wurde ein Opfer der Shoah. |
|              | HIER WOHNTE IRMA HECHT JG. 1900 DEPORTIERT 1942 THERESIENSTADT ERMORDET IN AUSCHWITZ                            | Meraner Gasse 2                | Irma Hecht wurde am 20. Dezember 1900 in Göding geboren. Ihre Eltern waren Maximilian Hecht und Josefine, geborene Weiss. Sie hatte zwei Schwestern, Irene (geboren 1899) und Angela (geboren 1902). Hecht war Beamtin und lebte zusammen mit ihren Eltern in der Meraner Gasse in Mödling. Ihre Mutter starb 1939, wenige Monate später, am 10. Juli 1939 mussten sie und ihr Vater in eine Sammelwohnung für Juden in die Rembrandtstrasse im 2. Wiener Gemeindebezirk zwangsumsiedeln, das Haus der Familie war arisiert worden und gehörte nun einem Paar aus dem Waldviertel. Hecht wurde zusammen mit ihrem Vater am 1. Oktober 1942 mit dem Transport IV/12 nach Theresienstadt deportiert und von dort am 29. Jänner 1943 mit dem Transport Ct, Zug Da 107 in das Vernichtungslager Auschwitz überstellt. Irma Hecht hat die Shoah nicht überlebt. Ihr Vater wurde 1944 in Theresienstadt ermordet. Beide Schwestern überlebten. Angela war ebenfalls im Vernichtungslager Auschwitz, sie starb 1952. Irene Peitl lebte versteckt mit ihrem nichtjüdischen Ehemann und starb 1987. |
|              | HIER WOHNTE MAXIMILIAN HECHT JG. 1871 DEPORTIERT 1942 THERESIENSTADT ERMORDET 28.1.1944                         | Meraner Gasse 2                | Maximilian Hecht wurde am 11. Mai 1871 in Wien geboren. Er war katholisch getauft. Seine Eltern waren Leopold Juda Hecht und Theresia, geborene Fleischner. Hecht heiratete Josefine Weiss, das Paar hatte drei Töchter: Irene (geboren 1899), Irma (geboren 1900) und Angela (geboren 1902). Während des Ersten Weltkrieges diente er als Milizoberoffizier, nach dem Krieg war er Bankvorstand. Hechts Frau starb 1939, wenige Monate später musste er, zusammen mit seiner Tochter Irma, die weiterhin bei ihren Eltern gelebt hatte, in eine Sammelwohnung für Juden in den 2. Wiener Gemeindebezirk, Rembrandtstraße, umziehen. Das Haus in der Meranergasse, das er selbst gebaut hatte, war arisiert worden und gehörte jetzt einem waldviertler Ehepaar. Er wurde zusammen mit seiner Tochter am 1. Oktober 1942 mit dem Transport IV/12 nach Theresienstadt deportiert. Maximilian Hecht wurde dort am 28. Jänner 1944 ermordet. Seine Tochter Irma wurde in Auschwitz ermordet, seine Tochter Angela war ebenfalls nach Auschwitz deportiert worden, hatte das Vernichtungslager überleben können und starb 1952. Seine Torchter Irene, verheiratete Peitl, überlebte versteckt bei ihrem arischen Ehemann in Wiener Neustadt, sie starb 1987. Das von ihm erbaute Haus wurde 1951 wieder rückgestellt und von seinen Kindern 1954 verkauft. |
|              | HIER WOHNTE HELENE KAFKA JG. 1894 HINGERICHTET 30.3.1943 WIEN                                                   | Sr. M. Restituta-Gasse 12 ·    | Helene Kafka, Ordensname Sr. Maria Restituta, wurde am 1. Mai 1894 in Hussowitz bei Brünn geboren. Sie wurde Ordens- und Krankenschwester der Franziskanerinnen von der christlichen Liebe. Sie weigerte sich, Kruzifixe aus den Krankenzimmern zu entfernen. Dieser Umstand und zwei von ihr diktierte regimekritische Texte wurden ihr zum Verhängnis. Nach Denunziation durch einen Arzt wurde sie am Aschermittwoch, dem 18. Februar 1942, im Operationssaal von der Gestapo verhaftet und am 29. Oktober 1942 wegen „Feindbegünstigung und Vorbereitung zum Hochverrat“ zum Tode verurteilt. Am 30. März 1943 wurde sie im Wiener Landesgericht durch Enthauptung hingerichtet. Sie gilt innerhalb der römisch-katholischen Kirche als Märtyrin, weil sie sich während der Zeit des Nationalsozialismus den Machthabern widersetzte. Papst Johannes Paul II. sprach Sr. M. Restituta 1998 selig. |
|              | HIER WOHNTE FERDINAND KARPFEN JG. 1880 DEPORTIERT 2.6.1942 MALY TROSTINEC ERMORDET                              | Friedrich Schiller-Straße 70 · | Ferdinand Karpfen wurde am 19. Jänner 1880 in Scheibbs geboren. Seine Eltern waren Bernhard und Franziska Karpfen. Zuerst verdiente sich Ferdinand Karpfen sein Geld als Buchhalter für die Schuhfabrik BEKA, später eröffnete er zusammen mit seinem Schwager Hermann Rosenzweig ein Herrenmodegeschäft auf der Unteren Hauptstraße (auf Höhe der heutigen Hauptstraße 3 oder 5). Mit seiner Ehefrau Gisela, geborene Rosenzweig, hatte er drei Söhne: Erwin, Rudolf und Robert. Gisela Rosenzweig verstarb vor der Machtergreifung durch die Nationalsozialisten. Ferdinand wurde am 2. Juni 1942 mit dem Transport 24 Zug Da 205 von Wien nach Minsk deportiert. Er wurde im Vernichtungslager Maly Trostinez ermordet. Ferdinand Karpfens Sohn Robert verstarb früh. Sohn Rudolf emigrierte mit seiner Frau Rosa, geborene Epstein, nach Israel. 1947 wurde deren Sohn Amos-Ferdinand geboren. Rudolf arbeitete fast 30 Jahre als Schneider und starb 1965. Er hinterließ Enkel und Urenkel. Erwin Karpfen überlebte das NS-Regime, verblieb in Mödling und gründete hier eine Familie. Sein Sohn Robert, Ferdinands Enkel, war in Mödling politisch aktiv und wurde Vizebürgermeister. |
|              | HIER WOHNTE ADOLF KOHN JG. 1869 DEPORTIERT 1942 THERESIENSTADT 1942 TREBLINKA ?                                 | Enzersdorfer Straße 44 ·       | Adolf Kohn wurde am 6. Oktober 1869 in Graz geboren. Er war verheiratet mit Rosa geb. Sprinzeles. Das Paar hatte sechs Kinder, drei Söhne und drei Töchter. Bis 1938 war Adolf Kohn Tempelsekretär, er folgte in dieser Funktion seinem Schwiegervater nach. Adolf Kohn und seine Frau Rosa wurden am 14. Juli 1942 mit dem Transport 31 von Wien Aspang nach Theresienstadt deportiert (Adolf Kohns Gefangenennummer auf dem Transport lautete 655). 953 der 1001 deportierten Menschen waren älter als 61 Jahre. Am 15. Juli 1942 kam der Zug an der Station Bohusovice an, die Menschen mussten von hier drei Kilometer zu Fuß in Lager gehen. Die meisten Menschen dieses Transports starben im Sommer an Hunger und Krankheit. Adolf Kohn wurde am 21. September 1942 nach Treblinka überstellt, wo er ermordet wurde. Seine Frau Rosa Kohn wurde zwei Tage später ebenfalls nach Treblinka überstellt. Sein Sohn Norbert wurde auch Opfer der Shoah. Er blieb bei seiner kranken Frau, die nach 1939 an Tbc verstarb und konnte danach nicht mehr flüchten. Seine Deportation erfolgte noch vor der seiner Eltern. Den anderen fünf Kindern gelang die Flucht nach Australien oder England. |
|              | HIER WOHNTE NORBERT KOHN JG. 1903 DEPORTIERT 1941 OPOLE ?                                                       | Enzersdorfer Straße 44 ·       | Norbert Kohn wurde am 25. Oktober 1903 in Mödling geboren. Seine Eltern waren Adolf und Rosa Kohn. Er hatte fünf Geschwister, zwei Brüder und drei Schwestern. Verheiratet war er mit Martha, geborene Tauber. Das Paar lebte in Wien. Sein Geld verdiente er als Beamter. Seine Frau erkrankte an Tbc, an der sie nach 1939 starb. Da er seine kranke Frau nicht verlassen wollte, verpasste er die Möglichkeit zur Flucht, die seinen fünf Geschwistern gelang. Am 15. Februar 1941 wurde er mit dem Transport 1 von Wien nach Opole deportiert. Er hat die Shoah nicht überlebt. Sieben Tage nach seiner Deportation langte die Erlaubnis zur Ausreise nach Shanghai ein, weitere zwei Tage später das Visum für die Ausreise in die USA. Seine Eltern wurden einige Monate später deportiert und haben die Shoah ebenfalls nicht überlebt. |
|              | HIER WOHNTE ROSA KOHN JG. 1872 DEPORTIERT 1942 THERESIENSTADT 1942 TREBLINKA TOT 6.10.1942                      | Enzersdorfer Straße 44 ·       | Rosa Kohn, geborene Sprinzeles, wurde am 30. März 1872 in Mödling geboren. Sie war verheiratet mit Adolf Kohn. Das Paar hatte sechs Kinder, drei Söhne und drei Töchter. Die letzte Wohnadresse des Paares war eine Sammelwohnung für Juden in der Pillersdorfgasse 10 im 2. Wiener Gemeindebezirk. Am 14. Juli 1942 wurde sie zusammen mit ihrem Ehemann mit dem Transport 31 von Wien Aspang nach Theresienstadt deportiert (Rosa Kohns Gefangenennummer auf dem Transport lautete 656). 953 der 1001 deportierten Menschen waren älter als 61 Jahre. Am 15. Juli 1942 kam der Zug an der Station Bohusovice an, die Menschen mussten von hier drei Kilometer zu Fuß ins Lager gehen. Die meisten Menschen dieses Transportes starben im Sommer an Hunger und Krankheit. Rosa Kohn wurde am 23. September 1942 nach Treblinka überstellt, wo sie ermordet wurde. Ihr Ehemann wurde zwei Tage vorher ebenfalls nach Treblinka überstellt. Ihr Sohn Norbert wurde auch Opfer der Shoah. Er blieb bei seiner kranken Frau, die nach 1939 an den Folgen von Tbc verstarb, und konnte danach nicht mehr flüchten. Seine Deportation erfolgte noch vor der seiner Eltern. Den anderen fünf Kindern gelang die Flucht nach Australien oder England. |
|              | HIER WOHNTE SIEGFRIED KOHN JG. 1874 DEPORTIERT 1942 THERESIENSTADT ERMORDET 28.9.1942                           | Hauptstraße 62                 | Siegfried Kohn wurde am 8. August 1874 im 15. Wiener Gemeindebezirk geboren. Seine Eltern waren Ignatz Kohn und Rosa, geborene Müller. Kohn war Inhaber eines Schuhgeschäftes in der Enzersdorferstr. 33 in Mödling. Im Jahr 1921 heiratete er Sidonie Diskant, sie starb 1936. Er hatte wahrscheinlich an der Parkinson-Krankheit und lebte zuletzt in einem Altersheim in Wien-Landstraße in der Radetzkystraße 5. Am 24. September 1942 wurde er von dort mit dem Transport IV/11 nach Theresienstadt deportiert. Siegfried Kohn wurde dort am 28. September 1942 ermordet, als Todesursache war „Herzschwäche“ angegeben. |
|              | HIER WOHNTE ADOLF KOPPEL JG. 1879 DEPORTIERT 12.5.1942 IZBICA ERMORDET                                          | Friedrich Schiller-Straße 76 · | Adolf Koppel wurde am 28. März 1879 in Wiesen geboren. Er war der Sohn von Josef und Lina Koppel. In Mödling war er Getreide- und Futtermittelhändler. Er war verheiratet mit Gisela, geborene Hacker. Das Paar hatte einen Sohn – Josef. Am 12. Mai 1942 wurden Adolf Koppel und seine Frau Gisela nach Izbica deportiert. Beide haben die Shoah nicht überlebt. Sohn Josef konnte überleben. |
|              | HIER WOHNTE GISELA KOPPEL GEB. HACKER JG. 1881 DEPORTIERT 1942 IZBICA ERMORDET                                  | Friedrich Schiller-Straße 76 · | Gisela Koppel, geb. Hacker, wurde am 3. März 1881 in Rust geboren. Ihre Eltern waren Samuel und Anna Hacker. Sie war verheiratet mit dem Getreide- und Futtermittelhändler Adolf Koppel. Das Paar hatte einen Sohn – Josef. Am 12. Mai 1942 wurden Gisela Koppel und ihr Ehemann Adolf nach Izbica deportiert. Beide haben die Shoah nicht überlebt. Auch Giselas Mutter Anna und ihr Bruder Arnold wurden 1941 in einem Lager in Šabac ermordet. Sohn Josef konnte überleben. |
|              | HIER WOHNTE ALFRED MOSER JG. 1879 DEPORTIERT 5.6.1942 TREBLINKA ERMORDET                                        | Enzersdorfer Straße 8 ·        | Alfred Moser wurde am 4. Oktober 1879 in Mödling geboren. Seine Mutter war Henriette Moser, der Vater ist unbekannt. Alfred Moser arbeitete als Lederwarenhändler, sein Geschäft befand sich in der Herzoggasse 3. Er heiratete Emma geb. Metzl, die aus Budweis stammte. 1936 kandidierte er für den Kultusrat der Israelitischen Kultusgemeinde (IKG) in Mödling, konnte diese Abstimmung aber nicht für sich entscheiden. Am 5. Juni 1942 wurde er mit dem Transport 25 von Wien ins Ghetto Izbica deportiert. Alfred Moser hat die Shoah nicht überlebt. |
|              | HIER WOHNTE ISIDOR NEURATH JG. 1879 DEPORTIERT AUSCHWITZ ERMORDET 10.8.1943                                     | Achsenaugasse 8 ·              | Isidor Neurath wurde am 29. März 1879 in Mödling geboren. Seine Eltern waren Salomon und Regina Neurath. Er soll eine Drahtgitterfabrik geführt haben, die er von seinem Vater oder seinem 1934 verstorbenen Bruder Adolf übernommen haben soll. 1939 lebte er mit seiner Ehefrau Marie in Ermsleben, wo er als Schachtarbeiter sein Geld verdiente. Isidor Neurath wurde am 10. August 1943 in Auschwitz ermordet. |
|              | HIER WOHNTE ALFRED NICHTENHAUSER JG. 1887 DEPORTIERT 14.9.1942 MALY TROSTINEC ?                                 | Hauptstraße 50 ·               | Alfred Nichtenhauser wurde am 2. Dezember 1887 in Lundenburg geboren. Er war Radiohändler in Mödling. Am 2. Mai 1922 heiratete er in einer jüdischen Zeremonie Anna Berger, für seine Frau war dies die zweite Ehe. Dies sollte Auswirkungen auf das weitere Familienleben haben: 1936 erklärte ein Gericht die Scheidung vom ersten Ehemann für ungültig. Dazu kam, dass Anna Nichtenhauser zwei Kinder hatte – Hans und Elisabeth Nichtenhauser. Nach der Annexion Österreichs behaupteten beide Kinder, dass eigentlich Annas erste Ehemann Josef Berger, ein Nichtjude, ihr Vater wäre, da die sexuelle Beziehung zwischen der Mutter und Josef Berger fortgeführt worden sei, weil Alfred zum Vollzug nicht in der Lage gewesen wäre. Dies bestritt wiederum Josef Berger. Nach der Annexion Österreichs konnte Alfred nicht mehr arbeiten, die Familie war völlig mittellos. Sie versuchte wohl auf diesem Wege, mit der Behauptung, der Kindesvater wäre der Nichtjude Berger, vom Staat finanzielle Unterstützung zu erhalten. Beide Kinder konnten 1939 nach England (Yorkshire) fliehen, die Eltern trennten sich. Alfred Nichtenhauser lebte zuletzt in Wien in der Weihburggasse 18 im 1. Wiener Gemeindebezirk. Am 14. September 1942 wurde er mit dem Transport 41 Zug Da 227 von Wien ins Vernichtungslager Maly Trostinez deportiert und dort am 18. September 1942 erschossen. Über das Schicksal der Kinder ist nichts weiteres bekannt. |
|              | HIER WOHNTE JULIUS PASTERNAK JG. 1865 DEPORTIERT 13.8.1942 THERESIENSTADT ERMORDET 12.3.1943                    | Hauptstraße 27 ·               | Julius Pasternak wurde am 20. März 1865 in Košice (Slowakei) geboren. Am 2. September 1894 heiratete er Friederike Frida, geborene Kowanitz. Das Paar hatte zwei Kinder – Julie und Fritz Pasternak. Friederike starb am 18. Februar 1898. In zweiter Ehe war Julius Pasternak mit Margarethe, geborene Sommer, verheiratet. Gemeinsam betrieben sie eine Druckerei in Mödling. Bis 1912 war Pasternak Herausgeber des Mödlinger Bezirksboten, eines illustrierten Unterhaltungsblattes. Zuletzt wohnte er mit seiner Frau in einer Sammelwohnung für Juden in der Sterngasse 11 im 1. Wiener Gemeindebezirk. Am 13. August 1942 wurden er und seine Frau mit dem Transport 35 Zug Da 501 von Wien nach Theresienstadt deportiert (seine Nummer auf dem Transport lautete 312). Am 12. März 1943 wurde Julius Pasternak ermordet, acht Tage vor seinem 78. Geburtstag. Auch seine Frau hat die Shoah nicht überlebt, sie wurde in Auschwitz ermordet. |
|              | HIER WOHNTE MARGARETHE PASTERNAK GEB. SOMMER JG. 1880 DEPORTIERT 13.8.1942 THERESIENSTADT ERMORDET IN AUSCHWITZ | Hauptstraße 27 ·               | Margarethe Pasternak, geborene Sommer, wurde am 15. Februar 1880 in Tarnów (Polen) geboren. Sie war verheiratet mit Julius Pasternak und arbeitete mit ihm in ihrer gemeinsamen Druckerei in der Hauptstraße 27. Julius Pasternak war auch bis 1912 Herausgeber des Mödlinger Bezirksboten, eines illustrierten Unterhaltungsblattes. Zuletzt wohnte sie mit ihrem Mann in einer Sammelwohnung für Juden in der Sterngasse 11 im 1. Wiener Gemeindebezirk. Am 13. August 1942 wurden sie und ihr Mann mit dem Transport 35 Zug Da 501 von Wien nach Theresienstadt deportiert (ihre Nummer auf dem Transport lautete 313). Am 15. Mai 1945 wurde sie von Theresienstadt nach Auschwitz überstellt. Margarethe Pasternak wurde in Auschwitz ermordet. Auch ihr Mann hat nicht überlebt, er wurde am 12. März 1943 vom NS-Regime ermordet. |
|              | HIER WOHNTE DAVID ROSENFELD JG. 1880 DEPORTIERT 1942 MALY TROSTINEC ERMORDET                                    | Babenbergergasse 5             | David Rosenfeld wurde am 3. Juni 1880 in Mödling oder Baden geboren. Seine Eltern waren Alexander Rosenfeld und Johanna, geborene Kohn. Er hatte fünf Geschwister. Er war verheiratet mit Johanna, geborene Gross. 1931 war Rosenfeld für ein Jahr Präsident der Israelitischen Kultusgemeinde Mödling. Rosenfelds Vater hatte 1892 das Beethovenhaus gekauft und hatte in dem Gebäude ein Textilgeschäft. David Rosenfeld übernahm das Geschäft. Im Jahr 1914 stellte er das Beethovenhaus als Ganzes als Notspital zur Verfügung, nach dem Ende des Ersten Weltkrieges richtete er eine Wechselstube und eine Geschäftsstelle der Klassenlotterie im Haus ein. Auf Grund der Zinsen, die er beim Ankauf von Wechseln verrechnete, machte sich Rosenfeld unbeliebt. Er ging schließlich mehrfach insolvent, es kam zu Gerichtsverfahren, auch in den Medien wurden die Probleme öffentlich ausgetragen. Das Ehepaar Rosenfeld musste in die Babenbergergasse umziehen, hier hatten sie direkt über den Theater ihre Wohnung. Der Streit um das Beethovenhaus dauerte bis 1938 an, dann musste das Paar zwangsweise nach Wien umziehen. Hier lebten sie zuerst am Lueger-Platz 4 im 1. Wiener Gemeindebezirk, ab Juli 1940 lebten sie in einer Sammelwohnung für Juden in der Weintraubengasse im 2. Wiener Gemeindebezirk. Am 14. September 1942 wurden beide mit dem Transport 41, Zug Da 227 in das Vernichtungslager Maly Trostinez deportiert. David Rosenfeld und seine Frau wurden unmittelbar nach der Ankunft, am 18. September 1942, ermordet. [ 21 ] [ 22 ] |
|              | HIER WOHNTE JOHANNA ROSENFELD GEB. GROSS JG. 1881 DEPORTIERT 1942 MALY TROSTINEC ERMORDET                       | Babenbergergasse 5             | Johanna Rosenfeld, geborene Gross, wurde am 7. Juli 1881 in Wien geboren. Sie heiratete David Rosenfeld, das Paar lebte in Mödling. Der Familie Rosenfeld gehörte das Beethovenhaus in Mödling, nach diversen Rechtsstreitigkeiten zog das Paar in die Babenbergergasse, wohnte dort in einer Wohnung direkt über dem Theater. Die Streitigkeiten um das Haus zogen sich bis 1938 hin, im Mai des Jahres mussten Johanna Rosenfeld und ihr Mann ziehen, lebten dort zuerst im 1. Wiener Gemeindebezirk am Lueger-Platz 4, im Juli 1949 erfolgte ein weiterer Zwangsumzug in eine Sammelwohnung in der Weintraubengasse im 2. Wiener Gemeindebezirk. Von dort wurde das Ehepaar am 14. September 1942 mit dem Transport 41, Zug Da 227 in das Vernichtungslager Maly Trostinez deportiert. Johanna Rosenfeld und ihr Mann wurden unmittelbar nach der Ankunft, am 18. September 1942, ermordet. |
|              | HIER WOHNTE HENRIETTE SCHWARZ GEB. KAUFMANN JG. 1884 DEPORTIERT 24.9.1942 THERESIENSTADT ERMORDET IN AUSCHWITZ  | Demelgasse 33 ·                | Henriette Schwarz, geborene Kaufmann, wurde am 6. April 1884 in Simontornya (Ungarn) geboren. Sie war verheiratet mit Moritz Schwarz, das Paar hatte eine Tochter – Bertha. Zuletzt lebten sie in Wien in einer Sammelwohnung für Juden in der Körnergasse 7 im 2. Wiener Gemeindebezirk. Am 24. September 1942 wurden Henriette und Moritz Schwarz mit dem Transport 42 Zug Da 519 von Wien nach Theresienstadt deportiert (ihre Nummer auf dem Transport lautete 633). Am 18. Dezember 1943 wurde Henriette Schwarz nach Auschwitz überstellt. Henriette und Moritz Schwarz haben die Shoah nicht überlebt. Tochter Bertha Schwarz konnte rechtzeitig mit einem Kindertransport nach England fliehen. |
|              | HIER WOHNTE MORITZ SCHWARZ JG. 1875 DEPORTIERT 24.9.1942 THERESIENSTADT ERMORDET IN AUSCHWITZ                   | Demelgasse 33 ·                | Moritz Schwarz wurde am 7. Dezember 1875 in Vagujelhy (Ungarn) geboren. Er war verheiratet mit Henriette, geborene Kaufmann, das Paar hatte eine Tochter – Bertha. Moritz war Möbelhändler und Trödler mit einem Geschäft in der Hauptstraße 13 in Mödling. Zuletzt lebte das Paar in Wien in einer Sammelwohnung für Juden in der Körnergasse 7 im 2. Wiener Gemeindebezirk. Am 24. September 1942 wurden Moritz und seine Frau Henriette mit dem Transport 42, Zug Da 519 von Wien nach Theresienstadt deportiert. Am 18. Dezember wurde er nach Auschwitz überstellt. Moritz und Henriette Schwarz haben die Shoah nicht überlebt, beide wurden in Auschwitz ermordet. |
|              | HIER WOHNTE DR. ALBERT SCHWEIGER JG. 1878 DEPORTIERT ERMORDET IN AUSCHWITZ                                      | Enzersdorfer Straße 6 ·        | Albert Schweiger wurde am 23. August 1878 in Tapocany (Slowakei) geboren, sein Vater war der Talmud-Gelehrte Jizchak Schweiger. 1909 heiratete er Emma, geborene Büchler. Das Paar hatte drei Kinder – Käthe, Ruth und Ernst. Dr. Albert Schweiger war Rabbiner. Im Ersten Weltkrieg war er Feldrabbiner, ab 1916 bis 1921 war er Rabbiner in Kroměříž, dann bis 1926 in Jihlava. Am 15. August 1926 wurde er Bezirksrabbiner des Israelitischen Kultusgemeinde (IKG) Mödling. Im Mödlinger Gymnasium BG Keimgasse unterrichtete er Israelitische Religion. Dieser Unterricht durfte ab dem 15. Oktober 1938 nicht mehr fortgeführt werden, er musste den Dienst quittieren. Albert Schweiger und seine Frau wohnten zuletzt in der Ferdinandstraße 31/25 im 2. Wiener Gemeindebezirk in einer Sammelwohnung für Juden. Am 5. Oktober 1942 wurde Albert Schweiger zusammen mit seiner Frau Emma Schweiger mit dem Transport 44, Zug Da 230 von Wien ins Vernichtungslager Maly Trostinez deportiert, wo beide am 9. Oktober 1942 kurz nach ihrer Ankunft ermordet wurden. Am 26. Oktober 1938 heiratete Sohn Ernst (er war inzwischen Arzt) Herta Freund. dies war die letzte Trauung, die in der Mödlinger Synagoge stattfinden konnte. Ernst Schweiger hat die Shoah überlebt, die Meldung an Yad Vashem über seinen Vater erfolgte durch ihn. |
|              | HIER WOHNTE ELZA SCHWEIGER JG. 1880 DEPORTIERT 1942 MALY TROSTINEC TOT 9.10.1942                                | Enzersdorfer Straße 6 ·        | Emma Schweiger, geborene Büchler, wurde am 10. November 1878 in Breslau geboren. Sie war verheiratet mit dem Rabbiner Albert Schweiger. Das Paar hatte drei Kinder – Käthe, Ruth und Ernst. Seit 1926 war ihr Ehemann Bezirksrabbiner der Israelitischen Kultusgemeinde (IKG) Mödling und unterrichtete hier auch im Gymnasium BG Keimgasse Israelitische Religion. Dieser Unterricht durfte ab dem 15. Oktober 1938 nicht mehr fortgeführt werden, Albert Schweiger musste den Dienst quittieren. Emma Schweiger wohnte in Wien zuletzt in der Ferdinandstraße 31/25 im 2. Wiener Gemeindebezirk in einer Sammelwohnung für Juden. Am 5. Oktober 1942 wurde Emma zusammen mit ihrem Mann mit dem Transport 44, Zug Da 230 von Wien ins Vernichtungslager Maly Trostinez deportiert, wo beide am 9. Oktober 1942 kurz nach ihrer Ankunft ermordet wurden. Bei der Aufschrift auf dem Stolperstein handelt es sich um einen Fehler, der auf einen fehlerhaften Eintrag einer Überlebende in der Yad Vashem Datenbank zurückzuführen ist. Am 26. Oktober 1938 heiratete Sohn Ernst (er war inzwischen Arzt) Herta Freund. dies war die letzte Trauung, die in der Mödlinger Synagoge stattfinden konnte. Ernst Schweiger hat die Shoah überlebt, die Meldung an Yad Vashem über seinen Vater erfolgte durch ihn. |
|              | HIER WOHNTE CHARLOTTE SENSKY JG. 1876 DEPORTIERT 1942 SOBIBOR ERMORDET                                          | Friedrich-Schiller-Straße 54   | Charlotte Sensky, geborene Abelis, wurde am 24. Februar 1876 in Wien geboren. Ihre Eltern waren Hermann Abelis und Katharina, geborene Berl. Sie hatte drei Geschwister: Max, Ludwig und Fritz. Im Jahr 1897 heiratete Charlotte Abelis Berthold Sensky. Das Paar hatte zwei Kinder, Stefanie (geboren 1898) und Oskar Mordechai (geboren 1900). Die Familie lebte in der Friedrich-Schiller-Straße 54 Villa Anna in der Friedrich-Schiller-Straße 54. Sie mussten zwangsumziehen, nach Wien in eine Sammelwohnung im 2. Wiener Gemeindebezirk in der Schreygasse. Berthold Sensky starb im Februar 1942. Wenige Monate später, am 14. Juni 1942, wurde Charlotte Sensky mit dem Transport 27 in das Vernichtungslager Sobibor deportiert. Sie hat die Shoah nicht überlebt. Ihre Brüder Max und Ludwig starben vor Beginn der Shoah, ihr Bruder Fritz hat überlebt. Ihr Sohn Oskar überlebte in Frankreich, er starb 1950 in Arnaville. |
|              | HIER WOHNTE EMANUEL STÖSSEL JG. 1886 DEPORTIERT 1941 ŁODZ ?                                                     | Klostergasse 8 ·               | Emanuel Stössel wurde am 24. Mai 1886 in Lockenhaus geboren. Seine Eltern waren Wolf und Sofie Stössel. Er war verheiratet mit Valerie, geborene Breuer. Das Paar hatte zumindest eine Tochter – Sophie. Er verdiente sein Geld als Kolonialwarenhändler und Kaufmann. 1932 wurde er Vorstandsmitglied der Israelitischen Kultusgemeinde (IKG) Mödling. In Mödling lebte er mit seiner Frau in der Klostergasse 8, nach der Annexion Österreichs mussten sie ihre Wohnung verlassen und kamen in eine Sammelwohnung für Juden in die Tandelmarktgasse 8 im 2. Wiener Gemeindebezirk. Am 19. Oktober 1941 wurden er und seine Frau mit dem Transport 7, Zug Da 5 von Wien nach Litzmannstadt (Łódź) deportiert. Emanuel Stössel und seine Frau haben die Shoah nicht überlebt. Sophie hat die Shoah überlebt, die Meldung an Yad Vashem erfolgte durch sie. |
|              | HIER WOHNTE VALERIE STÖSSEL JG. 1887 DEPORTIERT 1941 ŁODZ ?                                                     | Klostergasse 8 ·               | Valerie Stössel, geborene Breuer, wurde am 28. Dezember 1887 in Berndorf geboren. Sie war verheiratet mit Emanuel Stössel, einem Kolonialwarenhändler und Kaufmann, der ab 1932 Vorstandsmitglied der Israelitischen Kultusgemeinde (IKG) Mödling war. Das Paar hatte mindestens eine Tochter – Sophie. In Mödling lebte sie mit ihrem Mann in der Klostergasse 8, nach der Annexion Österreichs mussten sie ihre Wohnung verlassen und kamen in eine Sammelwohnung für Juden in die Tandelmarktgasse 8 im 2. Wiener Gemeindebezirk. Am 19. Oktober 1941 wurden sie und ihr Mann mit dem Transport 7, Zug Da 5 von Wien nach Litzmannstadt (Łódź) deportiert. Valerie Stössel und Emanuel haben die Shoah nicht überlebt. Sophie hat die Shoah überlebt, die Meldung an Yad Vashem erfolgte durch sie. |
|              | HIER WOHNTE PAULINE STÖSSLER GEB. LÖWENFELD JG. 1885 DEPORTIERT 2.6.1942 MALY TROSTINEC ERMORDET                | Wiener Straße 33b ·            | Pauline Stössler, geborene Löwenfeld, wurde am 2. November 1885 in Wien geboren. Am 29. Juli 1907 heiratete sie Siegfried Stössler, einen Inhaber einer Weinhandlung in Wien (Stefaniegasse 2). Das Paar hatte zwei Kinder – Alice Rachel (geboren am 22. Mai 1909) und Carl Samuel. Die Familie lebte in Mödling in der Wienerstraße 33b. Ehemann und Vater Siegfried Stössler verstarb 1935. Zuletzt lebte Pauline in einer Sammelwohnung für Juden im 2. Wiener Gemeindebezirk in der Josefinengasse 6. Am 2. Juni 1942 wurde Pauline Stössler mit dem Transport 24, Zug Da 205 von Wien ins Vernichtungslager Maly Trostinez deportiert. Sie hat die Shoah nicht überlebt. |
|              | HIER WOHNTE ADELE TAUSSIG GEB. POLLAK JG. 1885 DEPORTIERT RIGA ?                                                | Pfarrgasse 8 ·                 | Adele Taussig, geborene Pollak, wurde am 16. Februar 1885 oder 1886 in Wien oder Kuttenberg geboren. Sie war mit dem Juristen Konrad Taussig verheiratet. Das Paar hatte mindestens ein Kind – Tochter Renee. Die Familie lebte in Mödling in der Dr. Seipelgasse 8 (heute Pfarrgasse 8). Zuletzt lebte sie in Wien in der Wilhelm-Exner-Gasse 15 im 9. Wiener Gemeindebezirk, vermutlich handelte es sich hierbei um eine Sammelwohnung für Juden. Am 27. April 1942 wurde Adele mit dem Transport 18 von Wien nach Riga deportiert. Ihr Mann war schon am 6. Februar 1942 deportiert worden. Adele Taussig und Konrad Taussig haben die Shoah nicht überlebt. Tochter Renee konnte überleben, durch sie erfolgte die Meldung an Yad Vashem. |
|              | HIER WOHNTE KONRAD TAUSSIG JG. 1883 DEPORTIERT RIGA ?                                                           | Pfarrgasse 8 ·                 | Konrad Taussig soll am 29. Juli 1882 in Wien geboren worden sein, seine Tochter Renee gibt jedoch den 5. September 1883 als Geburtsdatum an. Er war Jurist und verheiratet mit Adele Taussig geb. Pollak. Das Paar hatte mindestens eine Tochter, Renee. Die Familie lebte in Mödling in der Dr. Seipelgasse 8 (heute Pfarrgasse 8). Zuletzt lebte Konrad Taussig in Wien in der Wilhelm-Exner-Gasse 13 im 9. Wiener Gemeindebezirk, vermutlich handelte es sich hierbei um eine Sammelwohnung für Juden. Am 6. Februar 1942 wurde Konrad Taussig nach Riga deportiert, am 27. April 1942 seine Ehefrau Adele Taussig ebenfalls nach Riga. Beide haben die Shoah nicht überlebt. Tochter Renee konnte überleben, durch sie erfolgte die Meldung an Yad Vashem. |
|              | HIER WOHNTE EMIL ARTHUR TRITSCH JG. 1887 DEPORTIERT 20.5.1942 MALY TROSTINEC ERMORDET 26.5.1942                 | Friedrich Schiller-Straße 4 ·  | Emil Arthur Tritsch wurde am 27. August 1877 in Wien geboren. Er war Bankbeamter und verheiratet mit Franziska geb. Müller, auch Fanny genannt, die ein Delikatessengeschäft in der Friedrich Schiller-Straße 4 in Mödling besaß. Das Paar hatte eine Tochter – Susanne. Zuletzt lebte die Familie in einer Sammelwohnung für Juden in der Czerningasse 7 im 2. Wiener Gemeindebezirk. Am 20. Mai 1942 wurde Emil Arthur Tratsch gemeinsam mit seiner Frau und seiner Tochter mit dem Transport 22 Zug Da 203 von Wien nach Minsk deportiert. Am Tag der Ankunft, am 26. Mai 1942, wurde Arthur Emil Tritsch in einen nahe beim Vernichtungslager Maly Trostinez befindlichen Wald (Blagovshchina) gefahren und vor einer schon vorbereiteten Grube erschossen. Auch seine Frau und seine Tochter wurden dort erschossen. |
|              | HIER WOHNTE FRANZISKA TRITSCH GEB. MÜLLER JG. 1884 DEPORTIERT 20.5.1942 MALY TROSTINEC ERMORDET 26.5.1942       | Friedrich Schiller-Straße 4 ·  | Franziska Tritsch geb. Müller, auch Fanni genannt, wurde am 1. Oktober 1884 in Mödling geboren. Sie hatte ein Delikatessengeschäft in der Friedrich Schiller-Straße 4 in Mödling. Verheiratet war sie mit Emil Arthur Tritsch. Das Paar hatte eine Tochter – Susanne. Zuletzt lebte die Familie in einer Sammelwohnung für Juden in der Czerningasse 7 im 2. Wiener Gemeindebezirk. Am 20. Mai 1942 wurde Franziska Tritsch zusammen mit ihrem Mann und ihrer Tochter mit dem Transport 22 Zug Da 203 von Wien nach Minsk deportiert. Am Tag der Ankunft, am 26. Mai 1942, wurde Franziska Tritsch in einen nahe beim Vernichtungslager Maly Trostinez befindlichen Wald (Blagovshchina) gefahren und vor einer schon vorbereiteten Grube erschossen. Auch ihr Mann und ihre Tochter wurden dort erschossen. |
|              | HIER WOHNTE SUSANNE TRITSCH JG. 1894 DEPORTIERT 20.5.1942 MALY TROSTINEC ERMORDET 26.5.1942                     | Friedrich Schiller-Straße 4 ·  | Susanne Tritsch wurde am 9. Februar 1923 in Mödling geboren. Ihre Eltern waren Emil und Franziska Tritsch. Ihre Mutter hatte ein Delikatessengeschäft in der Friedrich Schiller-Straße 4 in Mödling. Zuletzt lebte die Familie in einer Sammelwohnung für Juden in der Czerningasse 7 im 2. Wiener Gemeindebezirk. Am 20. Mai 1942 wurde Susanne Tritsch gemeinsam mit ihren Eltern mit dem Transport 22 Zug Da 203 von Wien nach Minsk deportiert (Susannes Nummer auf dem Transport lautete 752). Am Tag der Ankunft, am 26. Mai 1942 wurde Susanne Tritsch in einen nahe beim Vernichtungslager Maly Trostinez befindlichen Wald (Blagovshchina) gefahren und vor einer schon vorbereiteten Grube erschossen. Auch ihre Eltern wurden dort am selben Tag erschossen. |
|              | HIER WOHNTE FERDINAND TSCHÜRTZ JG. 1905 VERHAFTET 17.6.1938 KZ DACHAU ERMORDET 19.1.1939 KZ BUCHENWALD          | Neudorfer Straße 8 ·           | Ferdinand Tschürtz wurde am 15. Juni 1905 geboren. Er war politisch hoch aktiv und Funktionär der Sozialistischen Studenten, der Sozialistischen Arbeiter-Jugend, der SDAP und des Republikanischen Schutzbundes. Am 22. Juli 1934 wurde er auf Grund seiner Kontakte zu den Revolutionären Sozialisten ins Anhaltelager Wöllersdorf gebracht. 1935 nahm Tschürtz an der Brünner Reichskonferenz teil, wurde deshalb wieder verhaftet und wegen Hochverrats zu 5 Jahren schweren Kerkers mit zwei harten Lagern monatlich verurteilt. Dank einer Amnestie wurde er vorzeitig entlassen und besorgt sich bereits Emigrationspapiere, wurde jedoch 1938 bei einem Abschiedsbesuch bei Bekannten von der Gestapo verhaftet. Am 17. Juni 1938 wurde Ferdinand Tschürtz ins Konzentrationslager Dachau deportiert, von wo er am 23. September 1938 ins KZ Buchenwald überstellt wurde. Er wurde am 19. Jänner 1939 vom NS-Regime ermordet. |
|              | HIER WOHNTE IRMA WELTSCH GEB. KOHN JG. 1899 FLUCHT IN DEN TOD 7.10.1938                                         | Friedrich Schiller-Straße 77 · | Irma Weltsch geb. Kohn wurde am 7. Jänner 1899 in Mödling geboren. Sie hatte eine Gemischtwarenhandlung in der Friedrich Schiller-Straße 77. Sie war in zweiter Ehe mit Hugo Weltsch verheiratet. Am 7. Oktober 1938 beging sie Selbstmord. |
|              | HIER WOHNTE JOSEFINE WOLFSHOLZ JG. 1866 DEPORTIERT 1944 THERESIENSTADT ERMORDET 22.2.1945                       | Payergasse 28                  | Josefine Wolfsholz, geborene Weiss, wurde am 16. Juni 1866 in Wien geboren. Ihre Eltern waren Viktor Weiss und Katharina, geborene Reissner. Sie war Schauspielerin, Sängerin und Komikerin. Als Pepi Weiß trat sie im Theater in der Josefstadt und im Carltheater auf. Als Schauspielerin debütierte sie um 1886/87 im Fürsttheater, später war sie auch als Operettensängerin aktiv, ab 1892/93 als erste Soubrette am Deutschen Volkstheater. Weiss heiratete 1882 (mit der Angabe „ohne Bekenntnis“), bereits schwanger und gerade 16 Jahre alt, den Trödler Franz Czikanek. Ihr Sohn Josef wurde 1883 geboren. Die Ehe wurde 1896 geschieden, das Paar hatte sich aber vorher schon getrennt. Als Pepi Weiß trat sie international auf, spielte 1902 im Kabarett Brettl in Berlin, trat auch in weiteren deutschen Städten auf, in Osteuropa und Österreich-Ungarn, meist mit humoristischem Programm. Im Jahr 1906 gründete sie ihr eigenes Theater in Berlin, das Volkstheater des Westens. Von ihrem Programm soll es Aufzeichnungen auf Grammophon gegeben haben. In Wien gründete eröffnete sie 1914 eine Kabarett- und Varietéschule. Vier Jahre später, 1918, heiratete sie in Berlin Albert August Wolfsholz. 1925 wurde die Ehe wieder geschieden. Wann sie genau nach Österreich zurückkehrte, ist nicht bekannt, vor 1938 ließ sie sich in Mödling nieder. Im Sommer 1938 versuchte sie sich mit einem gefälschten Taufschein als Arierin auszugeben, um ihrem Sohn bei seiner Karriere in Berlin zu helfen. Wolfsholz wurde im Mai 1939 wegen Urkundenfälschung zu sechs Monaten Kerker verurteilt. Im Jahr 1943 musste sie in eine Sammelwohnung für Juden in die Malzgasse im 2. Wiener Gemeindebezirk ziehen. Am 28. April 1944 wurde sie mit dem Transport 48b nach Theresienstadt deportiert. Josefine Wolfsholz wurde dort am 22. Februar 1945 ermordet. Ihr Sohn wurde unter dem Namen Josef Karma ebenfalls Schauspieler, er floh nach Dänemark und überlebte dort versteckt. Dessen geschiedene Frau wurde nach Auschwitz deportiert, befreit, starb aber an den Folgen der KZ-Gefangenschaft im März 1945. Ein Stolperstein in Berlin erinnert an ihr Schicksal. |

## Verlegedaten
- 14. August 2006: Eisentorgasse 8, Enzersdorfer Straße 6 und 44, Hauptstraße 25 und 79 (Hedy Blum), Klostergasse 8, Pfarrgasse 8, Sr. M. Restituta-Gasse 12 (alle in Mödling)
- 24. August 2007: Kröpfelsteigstraße 42 (Hinterbrühl); Achsenaugasse 8, Friedrich Schiller-Straße 70 und 76, Hauptstraße 50 und 79 (Sidonie Blum), Neudorfer Straße 8, Wiener Straße 33b (Mödling)
- 4. Juli 2011: Demelgasse 33, Enzersdorfer Straße 8, Friedrich Schiller-Straße 4 und 77, Hauptstraße 27, Richard Wagner-Gasse 5 (alle in Mödling)
- 29. April 2022: Babenbergergasse 5, Friedrich-Schiller-Straße 54, Hauptstraße 62, Meraner Gasse 2, Payergasse 28, Ungargasse 24 (alle in Mödling)[33]
- 1. November 2024: Guntramsdorf (Kirchenplatz 3, Post)
- Anfang Mai 2025: Guntramsdorf (alle anderen Adressen)